# 주애틀랜타 퀘벡 정부 대표부
주애틀랜타 퀘벡 정부 대표부(프랑스어: Délégation générale du Québec à Atlanta, 영어: Quebec Government Office in Atlanta)는 미국 애틀랜타 피치트리가 3240에 위치한 퀘벡 정부 대표부이다. 1978년에 정식 개관했으며 대표부 지위를 갖고 있다. 이 공관은 미국 앨라배마주, 노스캐롤라이나주, 사우스캐롤라이나주, 플로리다주, 조지아주, 미시시피주, 테네시주, 푸에르토리코, 미국령 버진아일랜드를 관할한다.
주애틀랜타 퀘벡 정부 대표부는 문화, 예술, 교육 분야에서 캐나다 퀘벡주와 미국 앨라배마주, 노스캐롤라이나주, 사우스캐롤라이나주, 플로리다주, 조지아주, 미시시피주, 테네시주, 푸에르토리코, 미국령 버진아일랜드의 개인·기관과의 교류를 주선하며 퀘벡주와 이들 지역 간의 경제, 문화, 교육, 관광, 투자 활성화에 기여한다. 대표부는 미국에서 사업을 원하는 퀘벡주의 기업들과의 연락을 제공하고 이들 지역의 경제 환경과 최신 동향을 전달하는 역할을 수행한다. 그 외에 미국에서 상호 협력, 파트너 관계를 맺기 원하는 퀘벡주의 정부 부처, 관련 기관 및 단체를 지원한다.

## 같이 보기
- 퀘벡 정부 대표부